# Holland America Line
Holland America Line es una línea de cruceros, con sede en Seattle, Estados Unidos. Fundada en 1873 como la Netherlands-America Steamship Company (en neerlandés: Nederlandsch-Amerikaansche Stoomvaart Maatschappij), una línea de transporte marítimo y de pasajeros. Puesto que su sede estaba en Róterdam y proporcionaba servicios a Estados Unidos, se conoció como Holland America Line.
En 1989 se convirtió en una filial de Carnival Corporation & PLC, que tiene otras marcas de cruceros.

## Flota actual
| Nombre del buque   | Servicio en Hal | Tonelaje        | Velocidad máxima | Número máximo de pasajeros | Cubiertas de pasajeros cerradas | Bandera         | Imagen          |                 |
| Clase Rotterdam    | Clase Rotterdam | Clase Rotterdam | Clase Rotterdam  | Clase Rotterdam            | Clase Rotterdam                 | Clase Rotterdam | Clase Rotterdam | Clase Rotterdam |
| ------------------ | --------------- | --------------- | ---------------- | -------------------------- | ------------------------------- | --------------- | --------------- | --------------- |
|                    |                 |                 |                  |                            |                                 |                 |                 |                 |
| MS Volendam        | 1999            | 61.214 Tn       | 23 nudos         | 1.432                      | 9                               | Países Bajos    |                 |                 |
| MS Zaandam         | 2000            | 61.396 Tn       | 23 nudos         | 1.432                      | 9                               | Países Bajos    |                 |                 |
| Clase Vista        |                 |                 |                  |                            |                                 |                 |                 |                 |
|                    |                 |                 |                  |                            |                                 |                 |                 |                 |
| MS Zuiderdam       | 2002            | 82.305 Tn       | 24 nudos         | 1.916                      | 10                              | Países Bajos    |                 |                 |
| MS Oosterdam       | 2003            | 82.305 Tn       | 24 nudos         | 1.916                      | 10                              | Países Bajos    |                 |                 |
| MS Westerdam       | 2004            | 82.305 Tn       | 24 nudos         | 1.916                      | 10                              | Países Bajos    |                 |                 |
| MS Noordam         | 2006            | 82.318 Tn       | 24 nudos         | 1.924                      | 10                              | Países Bajos    |                 |                 |
| Clase Signature    |                 |                 |                  |                            |                                 |                 |                 |                 |
|                    |                 |                 |                  |                            |                                 |                 |                 |                 |
| MS Eurodam         | 2008            | 86.273 Tn       | 23,9 nudos       | 2.104                      | 11                              | Países Bajos    |                 |                 |
| MS Nieuw Amsterdam | 2010            | 86.700 Tn       | 23,9 nudos       | 2.106                      | 11                              | Países Bajos    |                 |                 |
| Clase Pinnacle     |                 |                 |                  |                            |                                 |                 |                 |                 |
|                    |                 |                 |                  |                            |                                 |                 |                 |                 |
| MS Koningsdam      | 2016            | 99.863 Tn       | 22,2 nudos       | 2.650                      | 12                              | Países Bajos    |                 |                 |
| MS Nieuw Statendam | 2018            | 99.863 Tn       | 22,2 nudos       | 2.650                      | 12                              | Países Bajos    |                 |                 |
| MS Rotterdam       | 2021            | 99.863 Tn       | 22,2 nudos       | 2.650                      | 12                              | Países Bajos    |                 |                 |